# 大阪市立馬淵生活館
大阪市立馬淵生活館（おおさかしりつまぶちせいかつかん）は、大阪市浪速区にかつて存在していた宿泊施設。大阪市健康福祉局（大阪市立更生相談所）が管轄し、1982年5月より財団法人大阪市民共済会が大阪市からの委託により管理をしていた。

## 概要
馬淵生活館は住所不定者・スラム住人などを一時的に受け入れ、自立に向けた準備と取組みをしてもらうための宿泊施設であり、行政上は住宅とされなかった。市内の所轄も市営住宅が都市整備局の管轄であるのに対し、馬淵生活館は健康福祉局の所轄となっていた。ただし、生活館「宿泊者」の大半はそこの住人として何十年もの長期滞在をしており、実質的には市営住宅として機能しているのが実情であった。

## 歴史
大阪市は新今宮駅周辺の都市開発を計画していたが、再開発地域を不法占拠する住民の立退に関する問題を抱えていた。1957年2月21日に浪速区馬渕町一帯のスラムからの出火から始まった大火災を契機に住民は立ち退くこととなったが、住人に宿泊場所を提供し自立更生を支援するため、一時的保護施設として1962年12月に馬渕生活館が建築された。

## 閉鎖
馬淵生活館は2010年3月に閉鎖されることとなった。市営住宅の閉鎖時には別の市民住宅を斡旋されるのが通例であるのに対し、馬淵生活館は宿泊施設であり所轄も違うことから、斡旋は行われないこととなっていたが、住人の転居相談を個別に行うなどした結果、2010年3月23日に住人の全員が退去することとなり、2010年3月31日をもって閉鎖された。

## その他
- 六畳一間。トイレ・炊事場は共同であり風呂はなかった。
- 昭和30年代の都市開発より立退を命ぜられた人の一時的宿泊施設なので、入居募集はしていなかった。
- 使用料（家賃）は月額1,600円であるが、滞納の問題を抱えていた。また、水道光熱費が割高であり、風呂もないため、住居にかかる生活費としては市営住宅とあまり変わらないとも言われていた。
- 運営資金が年額4000万円足らずであるため、施設の修繕はあまり行われていなかった。
- 保育所が併設されていた。
- 最盛期には1000人を超える入居者がいたが、2009年4月初頭の入居者は77人(45世帯 男性45人・女性32人)となっていた。